# Apopetelia cercyon
Apopetelia cercyon là một loài bướm đêm trong họ Geometridae.